# 利特爾瓦利 (加利福尼亞州)
利特爾瓦利（英語：Little Valley）是位於美國加利福尼亞州拉森縣的一個非建制地區。該地的面積和人口皆未知。

## 地理
利特爾瓦利的座標為40°53′40″N 121°10′39″W / 40.89444°N 121.17750°W，而該地的平均海拔高度為1277米（即4190英尺）。